# Show Me (álbum)
Show Me (em português:  Me Mostre) é o álbum de estreia do grupo de freestyle The Cover Girls, lançado em 1987 pela Fever Records. É considerado um dos álbuns clássicos de freestyle, e inclui alguns dos singles mais famosos do grupo como também do gênero, entre eles "Show Me", "Because of You" e "Inside Outside".
Nos Estados Unidos, o álbum alcançou a posição #64 na Billboard 200 e #74 na parada de álbuns de R&B/Hip-Hop. No Japão, o álbum obteve grande sucesso na parada musical para um artista estrangeiro, permanecendo por dezesseis semanas na parada, alcançando a posição #38.
| Críticas profissionais                                                      | Críticas profissionais |
| Avaliações da crítica                                                       | Avaliações da crítica  |
| Fonte                                                                       | Avaliação              |
| --------------------------------------------------------------------------- | ---------------------- |
| allmusic                                                                    | [ 1 ]                  |
| Robert Christgau                                                            | (B)                    |
| Wilson & Alroy's                                                            | [ 3 ]                  |
| Esta tabela precisa de ser acompanhada por texto em prosa. Consulte o guia. |                        |

## Faixas
| N.º | Título             | Duração |  |
| 1.  | "Show Me"          | 3:50    |  |
| 2.  | "Because of You"   | 5:42    |  |
| 3.  | "That Boy of Mine" | 4:19    |  |
| 4.  | "One Night Affair" | 4:14    |  |
| 5.  | "Spring Love"      | 4:09    |  |
| 6.  | "Inside Outside"   | 5:59    |  |
| 7.  | "Promise Me"       | 6:59    |  |
| 8.  | "Love Emergency"   | 4:40    |  |

## Posições nas paradas musicais
| Parada musical (1987/1988)     | Melhor posição |
| ------------------------------ | -------------- |
| Estados Unidos (Billboard 200) | 64             |
| Estados Unidos (R&B Albums)    | 74             |
| Japão (Oricon)                 | 38             |